# Agriognatha insolita
Agriognatha insolita är en spindelart som beskrevs av Arthur M. Chickering 1956. Agriognatha insolita ingår i släktet Agriognatha och familjen käkspindlar.
Artens utbredningsområde är Panama. Inga underarter finns listade i Catalogue of Life.